# 朱珔

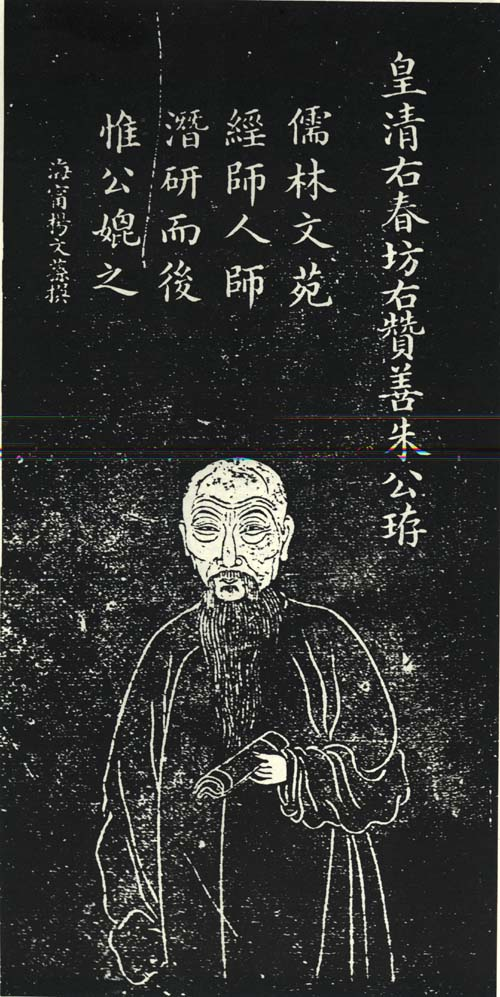
朱珔像，為《滄浪亭五百名賢像》之一

朱珔（1769年—1850年），字玉存，號蘭坡，安徽寧國府涇縣人，清朝政治人物。

## 生平
嘉慶七年（1802年）壬戌科二甲第二名進士，選翰林院庶吉士，散館授編修，十八年（1813年）升右春坊右贊善，遷侍講，二十二年（1817年）謫編修，道光二年（1822年）升右春坊右贊善。前後主講南京鍾山書院、蘇州正誼書院、紫陽書院二十五年。作文宗桐城派，曾參與組建宣南詩社，著述甚豐。三十年（1850年）卒。

## 著作
著有《小萬卷齋詩文集》、《說文假借義正》等。輯有《國朝古文匯鈔》、《詁經文鈔》、《續鈔》等傳世。